# Ísafjarðarbær
Ísafjarðarbær est une municipalité située sur la côte nord-ouest de l'Islande, dans la région des Vestfirðir. Elle a été créée en 1996 par la réunion de Flateyrarhreppur, Ísafjarðarkaupstaður, Mosvallahreppur, Mýrahreppur, Suðureyrarhreppur et Þingeyrarhreppur. Sa superficie est de 2 416 km2, et elle compte près de 4 000 habitants, dont 3 000 pour la ville d'Ísafjörður, qui est son siège.

## Composition
La municipalité est composée de 5 localités:
• Flateyri
• Suðureyri
• Þingeyri
• Hnífsdalur
• Ísafjörður

## Tourisme
Au sud de la municipalité se trouve la chute d'eau de Dynjandi, et au nord la réserve naturelle de Hornstrandir, où se dresse notamment la falaise de Hornbjarg, l'une des plus vastes colonies d'oiseaux de mer de l'Atlantique nord.

## Jumelages
La ville d'Ísafjarðarbær est jumelée avec :
- Joensuu (Finlande)
- Tønsberg (Norvège)
- Linköping (Suède)
- Runavík (Îles Féroé)
- Kujalleq (Groenland)
- Kaufering (Allemagne)